# Penhars
Penhars est une ancienne commune française du département du Finistère. Rattachée à Quimper le 13 février 1960, elle constitue aujourd'hui l'un de ses quartiers populaires, notamment avec la présence des grands ensembles de Kermoysan.

## Histoire

### Étymologie et origines
Une occupation gallo-romaine, villas, pièces de monnaie, etc., et un autel gallo-romain converti en bénitier sont attestés sur la commune.
À l’époque des émigrations bretonnes, vers les Ve et VIe siècles de notre ère, Penhars dépendait de la paroisse « primitive » de Plonéis qui englobait aussi Guengat et  Saint-Mathieu de Quimper.
Vers le XIIe siècle, Penhars, qui s’orthographiait Penne’Hart, devint paroisse indépendante.
Un siècle plus tard, vers 1260, on entreprit la construction d'une partie de l'église dont il existait encore en 1890 trois piliers romans dans le style de Pont-Croix.
La graphie ancienne de Penhars, Penarth, que l’on retrouve à l'époque actuelle au pays de Galles et en Cornouaille, est composée de termes vieux breton Pen  au sens de « sommet » et « arth » au sens de élevé : ce qui rappelle bien la situation topographique du lieu ; cette graphie de Penhart se voit jusqu’au XVIIIe siècle.

### Préhistoire et Antiquité
L'oppidum de Kercaradec est « un retranchement circulaire, formé avec des pierrailles amoncelées à une hauteur de deux mètres soixante-cinq centimètres. Cette enceinte a un mètre soixante-cinq centimètres de largeur à son sommet, et ses flancs sont en talus. Son diamètre est de cent quinze mètres cinquante centimètres. Elle est environnée d'un large fossé » écrit en 1844 le Chevalier de Fréminville. Il poursuit en précisant qu' « on y remarque quatre portes diamétralement opposées deux à deux, c'est-à-dire que deux de ces ouvertures sont du côté de l'est, et les deux autres vis-à-vis, du côté de l'ouest », que  « la colline sur laquelle il est établi domine toute la contrée ».

### Le Quéménet-Even
Au Moyen Âge, la paroisse de Penhars faisait partie du Cap Caval.
Au XVe siècle, on relève un grand nombre de seigneuries, Prat ar Rouz (depuis 1160), Prat ar Raz ou Prat ar Roz ou Pratanroz [devenu Pratanroux] (cette seigneurie a appartenu successivement aux familles Lezongar, Quélennec, Visdelou, et disposait du droit de haute justice, avec carcan, cep et collier, ainsi que de fourches patibulaires à 4 piliers le long du grand chemin allant de Quimper vers Douarnenez. La liste complète des seigneurs de Pratanroux, une branche cadette des seigneurs du Juch, est disponible sur un site Internet.
Les autres manoirs de Penhars étaient : Kermoysan (1360) ; Kerjestin ; Kernisy.
Penhars apparaît dans l'histoire comme le siège du Quéménet (ou Kemenet), dit encore Quéménet-Even, à l'origine du nom de la commune de Quéménéven (car il aurait appartenu à Even, comte de Léon au Xe siècle, puis à sa descendance), châtellenie des vicomtes du Léon enclavée dans le comté de Cornouaille au XIIe siècle. Il est possible qu'elle se soit étendue à l'origine sur les deux pagi (« pays ») du Cap Sizun et du Cap Caval, mais, au XIIIe siècle, elle ne se composait plus que d'une douzaine de paroisses (dont Plouhinec, Plozévet, Pluguffan, Penhars, Plonéis, Guengat et Plogonnec) au sud-ouest et à l'ouest de Quimper, la maison de Rohan le possédant alors.
Le fief du Quéménet avait droit de haute, moyenne et basse justice et son gibet se trouvait sur la montagne de Roch'an en Penhars, entre l'ancienne route de Douarnenez et la route de Pont-l'Abbé.
Le siège du Kemenet-Even se trouvait à Penhars d’après une déclaration au roi datée de 1681. Toutefois d'après G. Bernier, c’est Kaer-Huel en Plomelin, cité dans la charte de Hoël (Kaer Uhel in Kemmenet) et qui serait Ker-Huel-Bodivit, dans la seigneurie de Bodivit, qui en aurait été le siège.

### Époque moderne
Le géographe de cette époque, Jean-Baptiste Ogée, présente cette paroisse, car nous sommes encore avant la Révolution française, comme un « lieu plein de monticules et de vallons mais fertile, abondant en grains et foins et très bien cultivé ».
En 1759, la paroisse de Penhars devait chaque année fournir six hommes pour servir de garde-côtes.
En 1779, René Madec, le nabab du Grand Moghol, de retour des Indes, fait l'acquisition du domaine de Prat an Raz (ou Pratanroz), qui appartenait alors à la duchesse d'Arenberg, comtesse de La Mark ; il fait reconstruire le château, connu désormais sous le nom de « Manoir des Indes », dans le style classique.

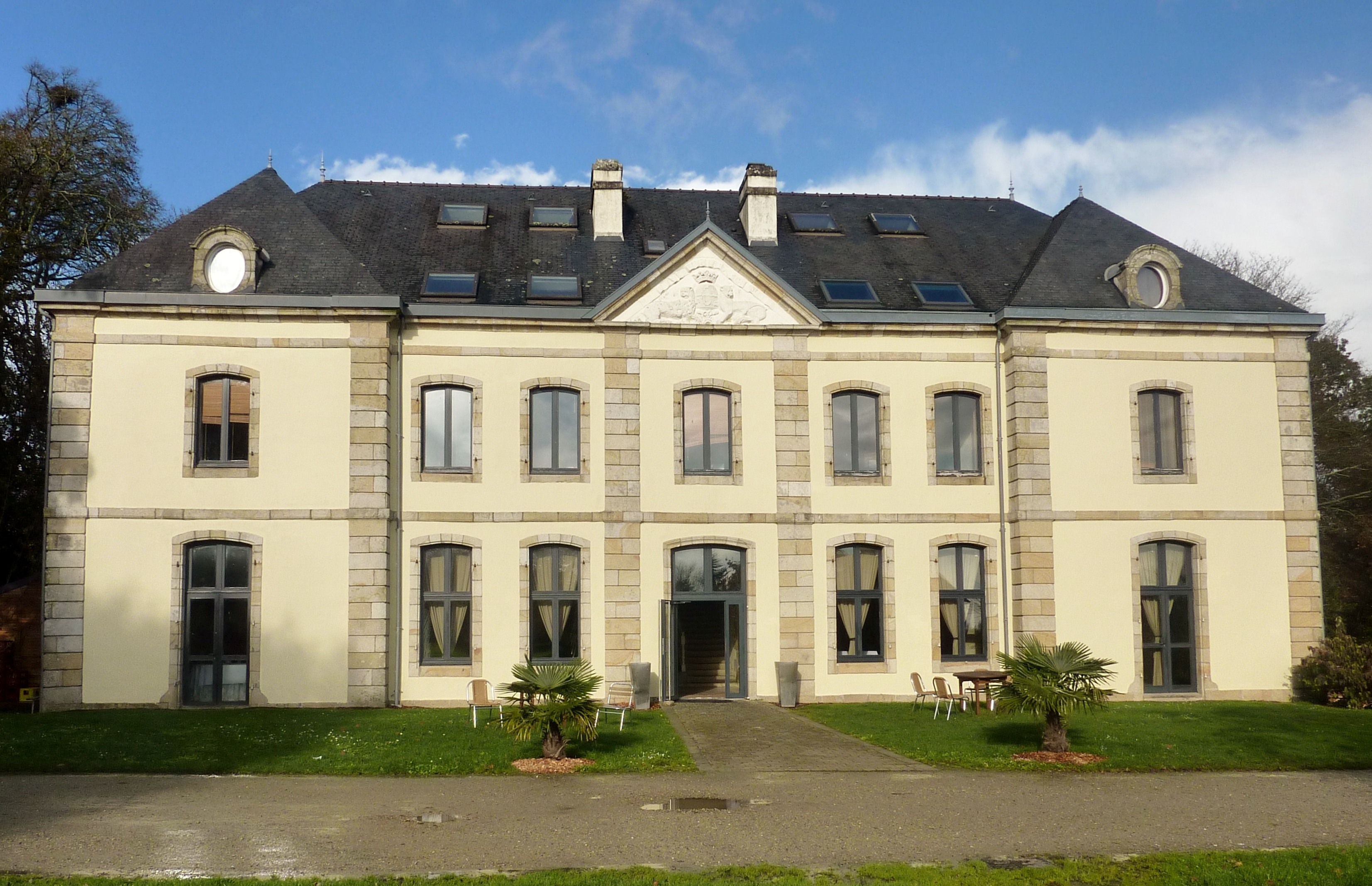
Quimper : le manoir des Indes (construit par René Madec au XVIIIe siècle) 1.
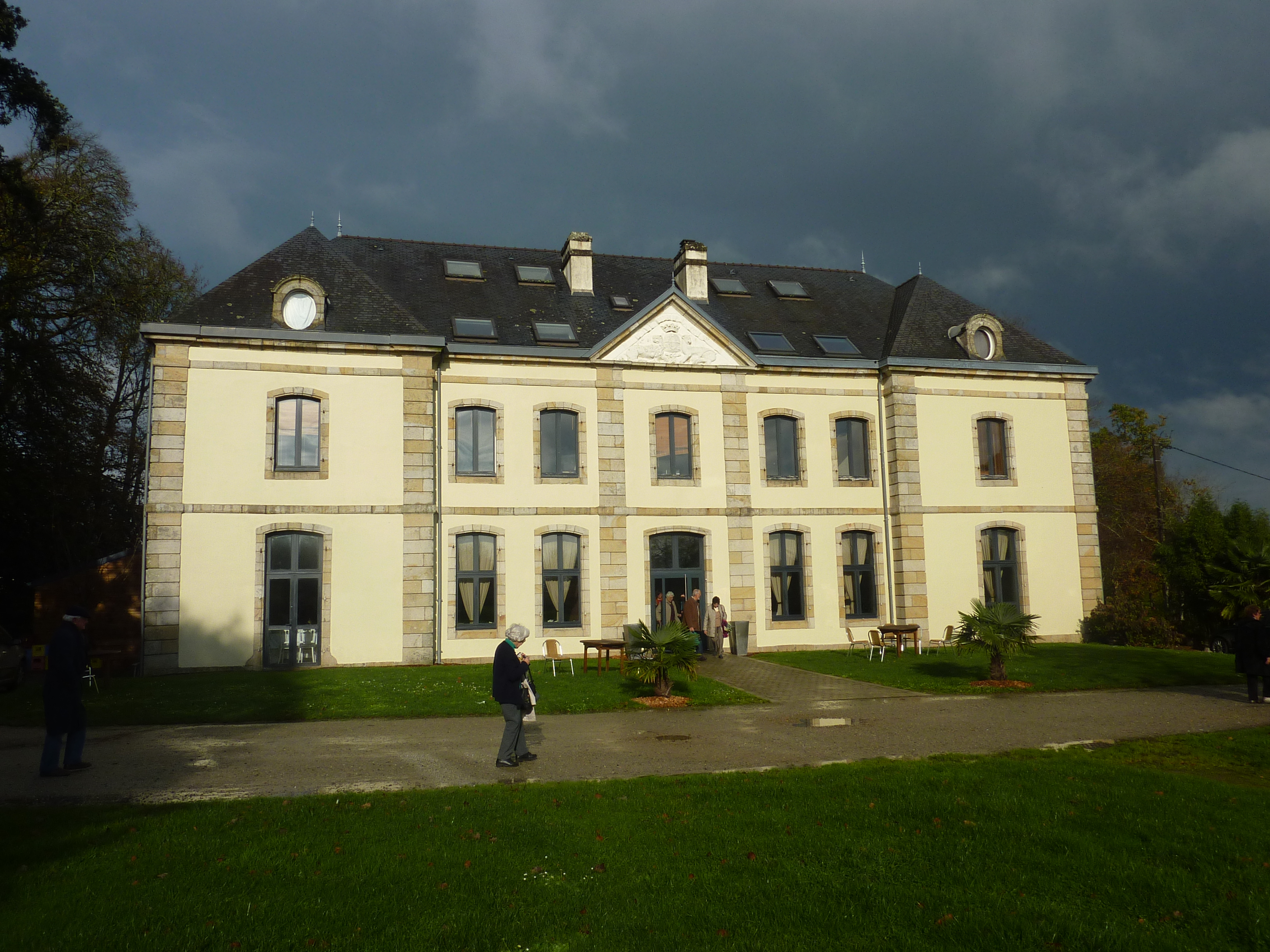
Quimper : le manoir des Indes (construit par René Madec au XVIIIe siècle) 2.
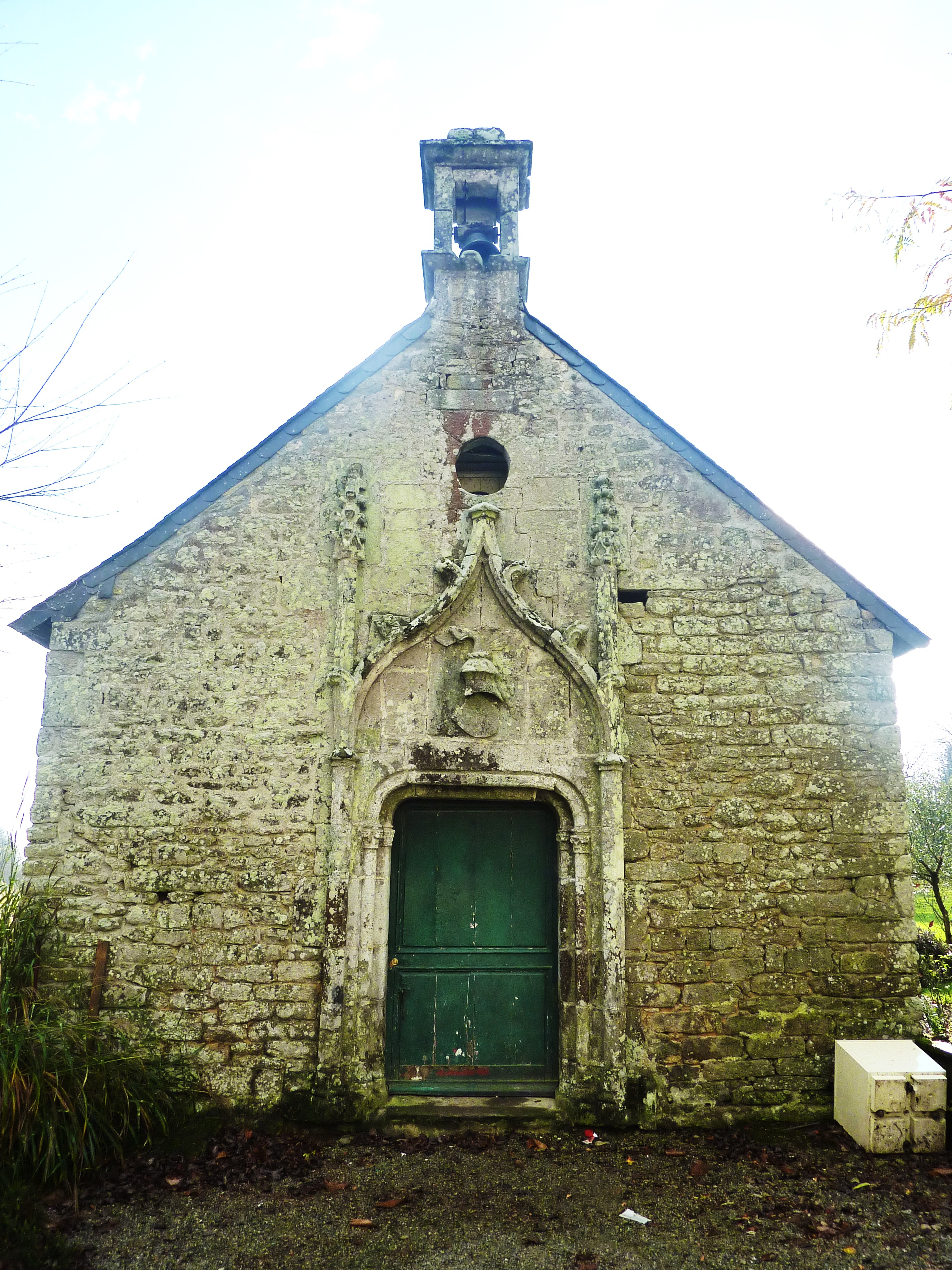
Quimper : la chapelle du manoir des Indes (XVIIIe siècle).
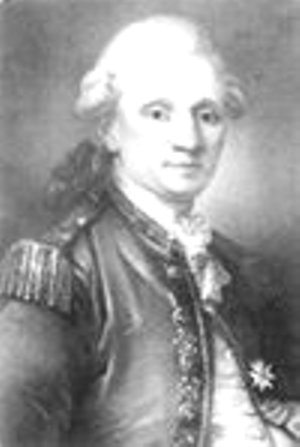
René Madec : portrait.
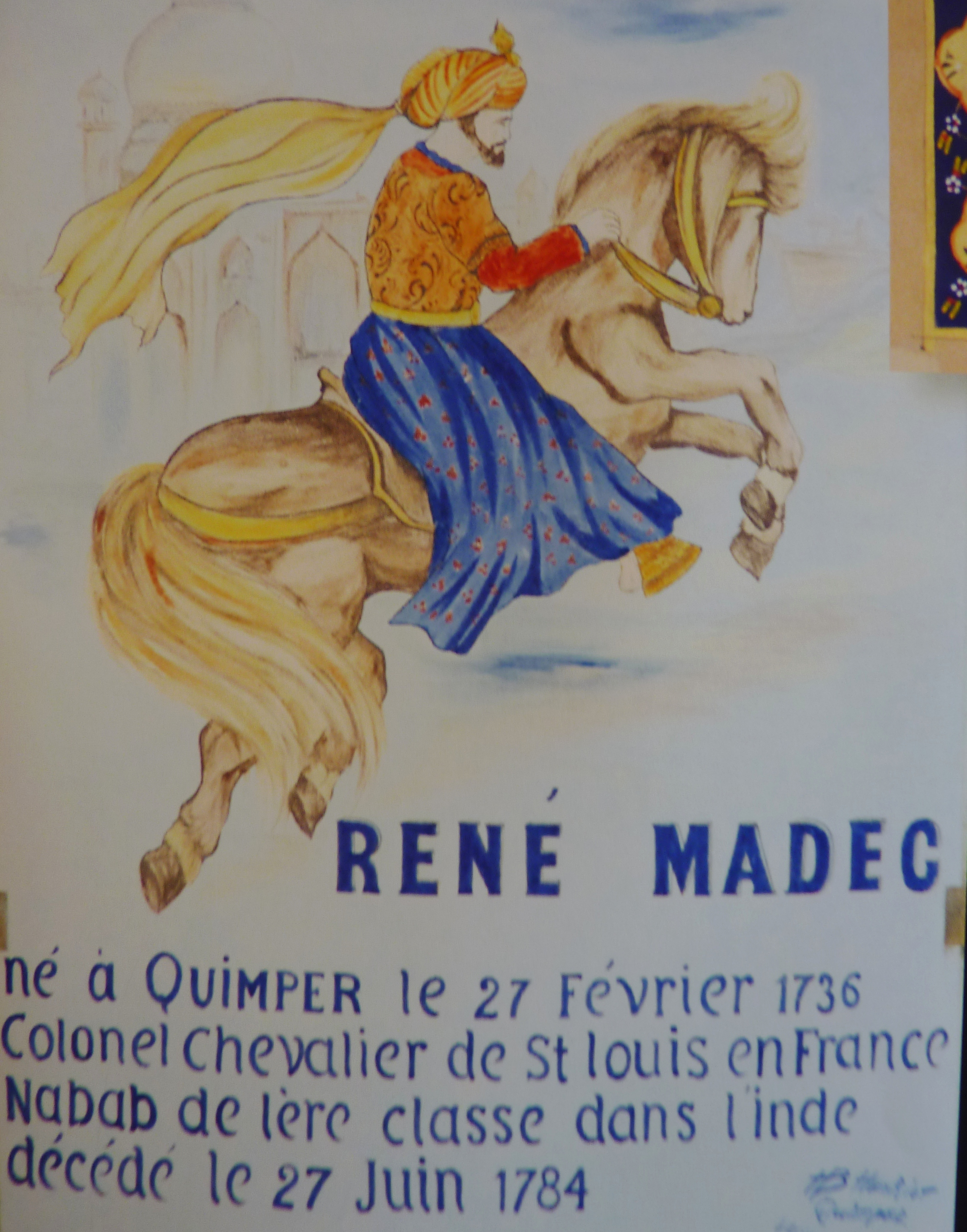
René Madec, le nabab (1736 - 1784).

La population n’excède pas les 500 communiants avant la Révolution française.

### Révolution française
La paroisse de Penhars, qui comprenait alors 150 feux, élit deux délégués, Hervé Senec et François Le Bescond, pour la représenter à l'assemblée du tiers-état de la sénéchaussée de Quimper au printemps 1789.
En 1801, 2 076 personnes habitent Penhars. En 1845, on y relève 114 constructions diverses  dont 6 moulins. Le nombre d’habitants s’accentue avec les arrivées d’usines en provenance du pays bigouden. Le nombre d'habitants approche les 1 000.
Il est vrai que le territoire de Penhars s'est agrandi à la révolution car conformément à la loi du 24 août 1790 une nouvelle délimitation des paroisses de Plomelin, Penhars et Pluguffan fut décidée. Penhars rejoignait l'Odet...La paroisse de Penhars deviendra une commune en 1791

### LeXIXesiècle

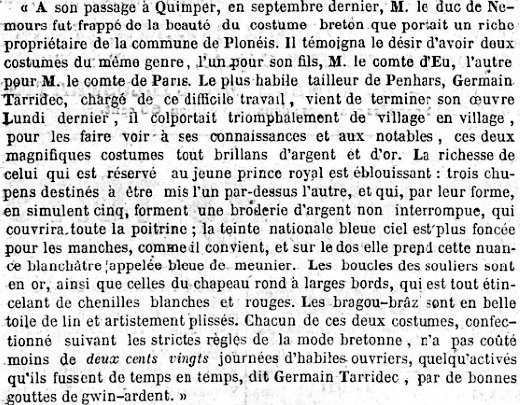
Deux costumes bretons imitant celui d'un riche propriétaire de Plonéis fabriqués à Penhars à la demande du duc de Nemours pour deux enfants royaux (journal Le Constitutionnel du 23 décembre 1843).

L'ancienne église du XIIIe siècle est démolie pour faire la place en 1891-1892 à une nouvelle, l'église paroissiale Sainte-Claire actuelle.

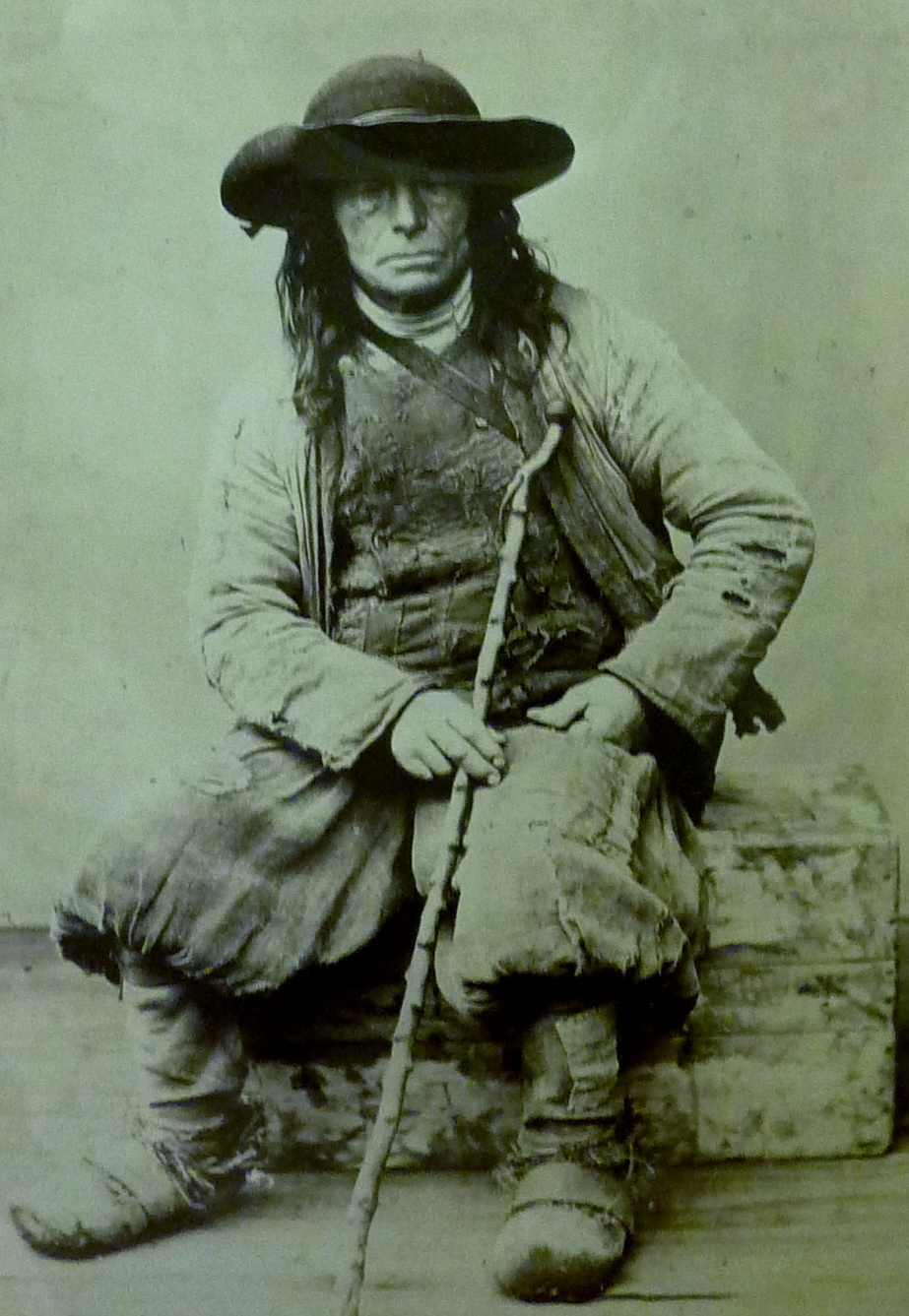
Homme de Penhars (photographie de Joseph Villard, vers 1875).
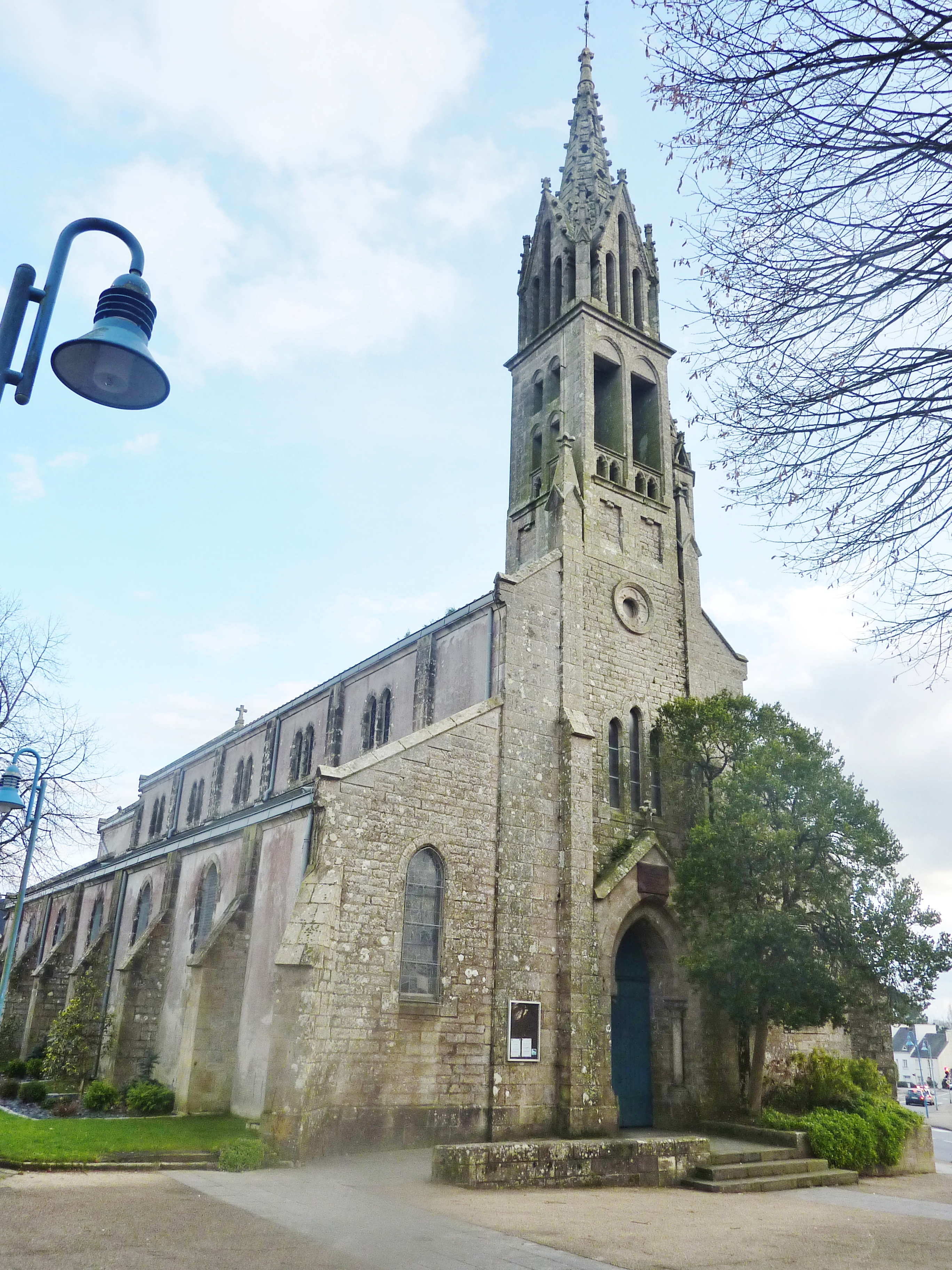
Penhars : l'église paroissiale Sainte-Claire (fin XIXe) : la façade.
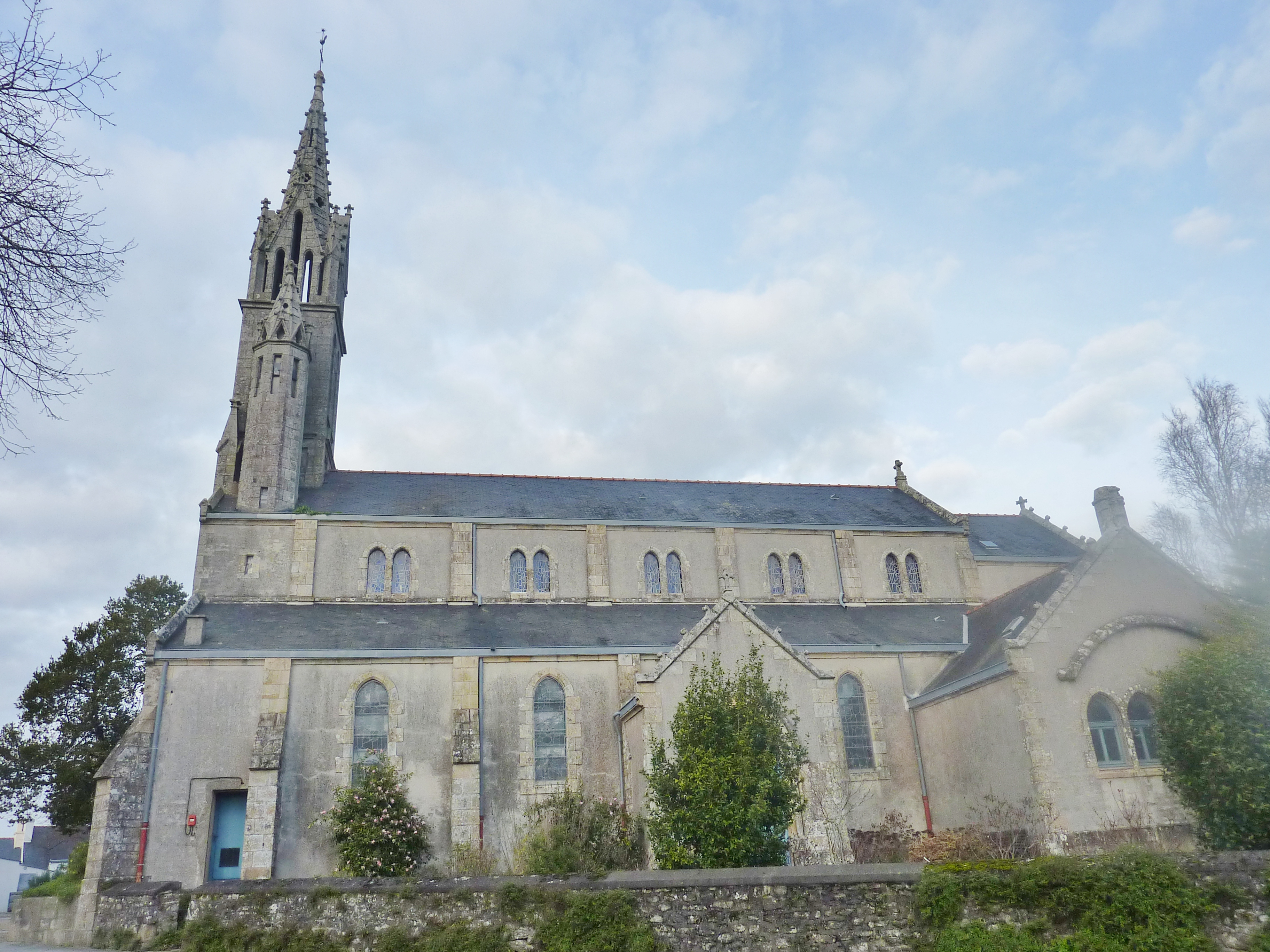
Penhars : l'église paroissiale Sainte-Claire (fin XIXe) : le côté sud.

### LeXXesiècle

#### La Belle Époque
En réponse à une enquête épiscopale organisée en 1902 par Mgr Dubillard, évêque de Quimper et de Léon en raison de la politique alors menée par le gouvernement d'Émile Combes contre l'utilisation du breton par les membres du clergé, le recteur de Penhars, l'abbé Floc'h, écrit : « Les instructions [religieuses] se font uniquement en breton. (...) Les personnes qui comprennent mieux le français vont à Quimper ».

#### La Première Guerre mondiale
Le monument aux morts de Penhars porte les noms de 140 soldats morts pour la France pendant la Première Guerre mondiale. Un autre, Guillaume Le Bellec, né le 14 mai 1888 à Penhars, instituteur à Plozévet, sous-lieutenant au 118e régiment d'infanterie, puis au 147e régiment d'infanterie, grièvement blessé à la tête lors de la bataille de Verdun, mourut le 2 mai 1916 ; il fut fait chevalier de la Légion d'honneur sur son lit de mort et est enterré au cimetière de Dugny-sur-Meuse ; son nom figure sur le monument aux morts de Plozévet.

#### L'entre-deux-guerres
Le 1er février 1936, une manifestation de soutien aux deux frères Joseph Divanac'h, président départemental du Comité de défense paysanne, et Jean-Louis, tous deux agriculteurs à Penhars, menacés de saisie, produisit des heurts violents entre la foule des manifestants et des gardes mobiles ; cinq de ceux-ci et trois manifestants furent blessés.

#### La Seconde Guerre mondiale
Le monument aux morts de Penhars porte les noms de cinquante-six personnes mortes pour la France pendant la Seconde Guerre mondiale.
Parmi elles, l'aviateur de la France libre Paul Borrossi, né le 22 novembre 1921 à Penhars, pilote au “340 Squadron ‘’Île-de-France’’", disparu en Mer Celtique le 29 février 1944.

#### L'après-Seconde-Guerre-mondiale
En 1949, la création de la paroisse Saint-Pierre-et-Saint-Paul au Moulin Vert, qui s'ajouta à la paroisse traditionnelle de Sainte-Claire, divisa en deux paroisses la commune de Penhars.
Le chiffre de 5 642 habitants est atteint en 1936, puis 6 633 en 1946. Lors de la fusion avec Quimper, au 1er janvier 1960, Penhars avait 7 187 habitants. Les impôts directs étaient alors de 2 357 F par habitant : près de trois fois plus qu’à Quimper.

### LeXXIesiècle

#### Penhars entre 2016 et 2020
Une étude faite par le cabinet « Le Compas » indique que Penhars compte au 1er janvier 2016 15 247 habitants, soit 24 % de la population quimpéroise (mais Penhars a perdu 500 habitants en 5 ans).
Penhars concentre 40 % des logements sociaux de Quimper, deux-tiers d'entre eux étant dans le quartier de Kermoysan (une ZUP y avait été créée en 1962) ; à Kermoysan, plus de 42 % de la population vit sous le seuil de pauvreté.
L'insécurité et les incivilités sont un problème croissant à Penhars. Des projets visent à la réhabilitation du quartier (destruction de tours à Kermoysan par exemple) et des équipements sociaux sont réalisés (ouverture du « City-stade » en 2019) ou en projet (agrément en centre social de la « Maison pour tous » existante).

## Administration

### Liste des maires
| Période | Période | Identité                                | Étiquette    | Qualité |
| ------- | ------- | --------------------------------------- | ------------ | --- |
|         |         |                                         |              | |
| 1803    | 1804    | Michel Crechquerault                    |              | Capitaine. Habitait le manoir de Kernisy en Penhars.                                                              |
| 1806    | 1812    | Gabriel Malherbe                        |              | |
| 1812    | 1826    | Germain de Leyssègues de Rozaven        |              | Avocat. Conseiller de préfecture. Chevalier de la Légion d'honneur.                                               |
| 1826    | 1844    | Germain de Leyssègues de Rozaven (fils) |              | Arpenteur des forêts royales. Conseiller de préfecture. Chevalier de la Légion d'honneur.                         |
| 1844    | 1851    | Balthazar de Madec                      |              | Petit-fils de René Madec. Propriétaire.                                                                           |
| 1854    | 1859    | Louis Thomas                            |              | Propriétaire cultivateur.                                                                                         |
| 1861    | 1867    | Gustave Briot de la Mallerie            |              | Enseigne de vaisseau en 1837. Président de la Société d'agriculture de Quimper. Chevalier de la Légion d'honneur. |
| 1868    | 1879    | Louis Thomas (fils)                     |              | Cultivateur. Fils de Louis Thomas, maire entre 1854 et 1859.                                                      |
| 1879    | 1895    | Gustave Briot de la Mallerie            | Conserv      | Déjà maire entre 1861 et 1867.                                                                                    |
| 1896    | 1908    | Hervé Le Floch                          | Prog.→Rép.G  | |
| 1908    | 1912    | Jean-Louis Chuto                        | Rad.         | Cultivateur. Petit-fils de Pierre Auguste Marie Chuto, maire de Guengat (1846-1871)                               |
| 1912    | 1912    | Pierre D'Hervé                          | Conserv      | Cultivateur. |
| 1912    | 1917    | Jean-Louis Chuto                        | Rad.         | Déjà maire entre 1908 et 1912.                                                                                    |
| 1917    | 1925    | Joseph Le Mell                          | Rép.G        | Cultivateur. |
| 1925    | 1944    | Pierre Pouchus                          | Rad-Soc      | Député entre 1932 et 1936.                                                                                        |
| 1944    | 1947    | Nicolas Kervahut                        | Rad-Soc→SFIO | Instituteur |
| 1947    | 1953    | Ange Le Guennec                         | RPF          | |
| 1953    | 1958    | Yves Le Manchec                         | SFIO         | |
| 1958    | 1959    | Léon Goraguer                           | Rad-Soc→SFIO | Instituteur |

## Monuments et sites
- L'église paroissiale Sainte-Claire, construite par Gustave Bigot (fils de Joseph Bigot), date de 1892 ; elle est de style néo-gothique[12]. Elle possède un bénitier formé par le réemploi d'une ancienne stèle gallo-romaine, une poutre de gloire avec des statues en bois polychrome de la Vierge, saint Jean, saint Jacques et le Christ en croix.

## Culture
- Le Bagad Penhars est un bagad, c'est-à-dire un ensemble traditionnel de musique bretonne créé en 1985 par Jean-Yves Herlédan. Il évolue en première catégorie depuis 2005 et a été classé 10e lors de la première manche du championnat national des Bagadou de première catégorie en 2017[23].

## Monuments et sites
- Le manoir de Kerrien ; son bâtiment principal possède le porche reconstitué de l'ancienne église paroissiale de Penhars. L'ancienne métairie du manoir est devenue en 2017 un magasin d'antiquités[24].

## Légendes

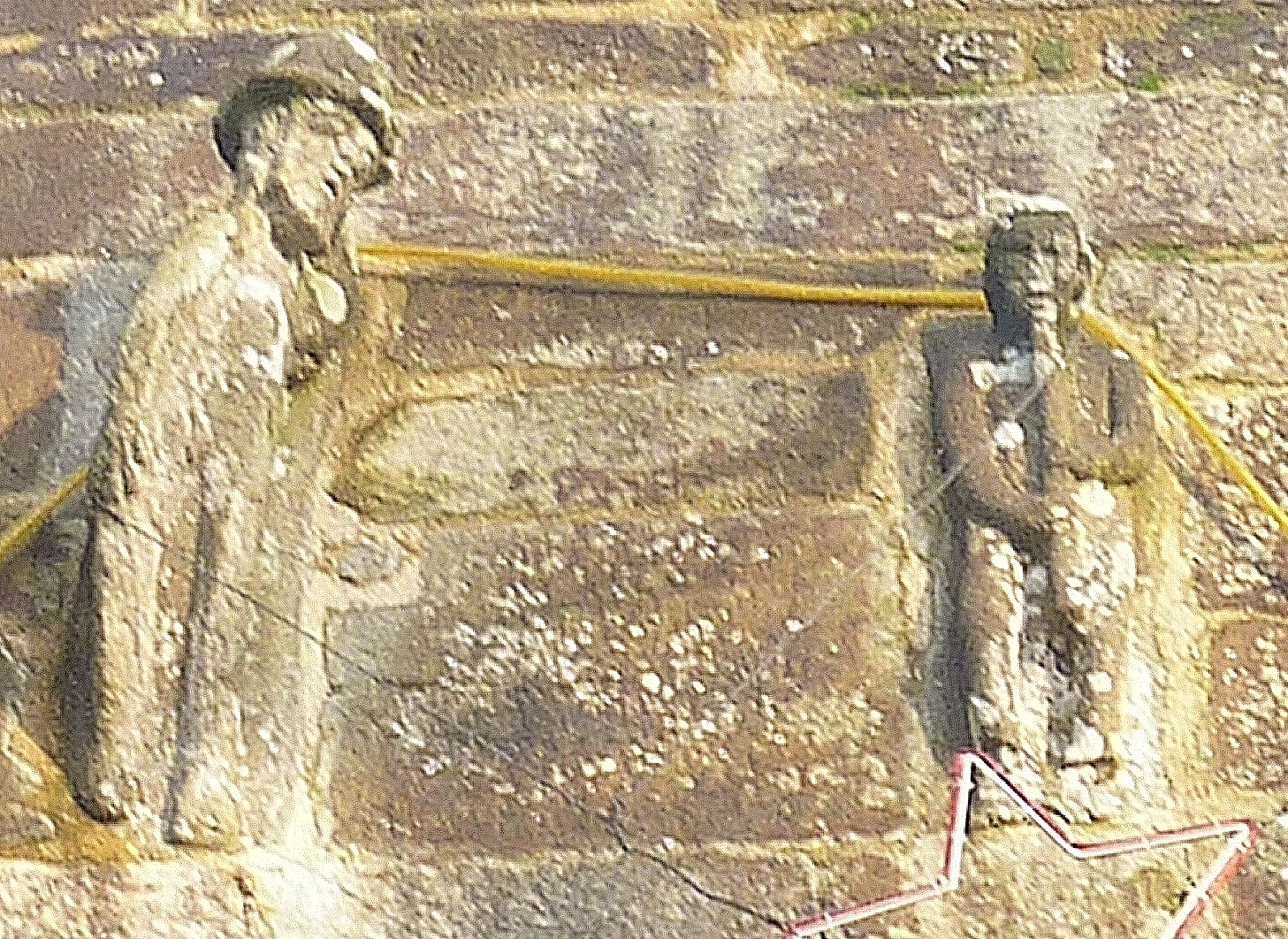
La statue du roi Guinvarc'h sur la façade de la chapelle Saint-Ruelin du Moustoir en Châteauneuf-du-Faou.

- La légende du roi Guinvarc'h : le vieux roi Guinvarc'h, dit aussi « Marc'h » (le nom « marc'h » en breton signifie « cheval »), auquel on attribue à tort la construction du manoir de Pratanroux en Penhars (ce dernier datait seulement du XVe siècle et en l'an III déjà, selon Jacques Cambry, il n'en subsistait plus que quelques ruines[25]), aurait fait sculpter sur la cheminée de ce manoir son portrait en relief, portant sa couronne et sa barbe étalée et montrant ses oreilles pointues rappelant celles des chevaux[26] et dont il était fort mortifié et qu'il cachait généralement sous sa coiffure, seul son barbier connaissant son secret et ayant l'interdiction d'en parler. Mais le barbier aurait confié son secret à la terre au pied d'une touffe de sureaux et l'année suivante un sonneur de biniou aurait utilisé l'une des tiges de ces sureaux pour refaire l'anche de son biniou ; du biniou s'échappa alors l'épouvantable secret, répété à satiété (en breton) : Le grand roi Guinvarc'h a des oreilles de cheval. Furieux, le roi Guinvarch alla alors cacher sa honte dans l'île Chevalier, en Pont-l'Abbé, où subsistent quelques vestiges de son château[27].